# Knightsen
Knightsen és una concentració de població designada pel cens dels Estats Units a l'estat de Califòrnia. Segons el cens del 2000 tenia 861 habitants.

## Demografia
Segons el cens del 2000, Knightsen tenia 861 habitants, 281 habitatges, i 214 famílies. La densitat de població era de 66,4 habitants/km².
Dels 281 habitatges en un 32,4% hi vivien nens de menys de 18 anys, en un 63,7% hi vivien parelles casades, en un 7,1% dones solteres, i en un 23,8% no eren unitats familiars. En el 17,1% dels habitatges hi vivien persones soles el 8,9% de les quals corresponia a persones de 65 anys o més que vivien soles. El nombre mitjà de persones vivint en cada habitatge era de 3,04 i el nombre mitjà de persones que vivien en cada família era de 3,42.
Per edats la població es repartia de la següent manera: un 27,4% tenia menys de 18 anys, un 7,1% entre 18 i 24, un 27,3% entre 25 i 44, un 26,6% de 45 a 60 i un 11,6% 65 anys o més.
L'edat mediana era de 39 anys. Per cada 100 dones de 18 o més anys hi havia 101,6 homes.
La renda mediana per habitatge era de 58.929 $ i la renda mediana per família de 64.643 $. Els homes tenien una renda mediana de 48.500 $ mentre que les dones 32.708 $. La renda per capita de la població era de 22.191 $. Entorn del 7,3% de les famílies i el 8,7% de la població estaven per davall del llindar de pobresa.

## Poblacions properes
El següent diagrama mostra les poblacions més properes.